# European Boxing Union
European Boxing Union (EBU) − założona w 1946 roku organizacja boksu zawodowego, następczyni International Boxing Union (IBU). Prowadzi rankingi, sankcjonuje walki i przyznaje tytuły zawodowych mistrzów Europy w 14 kategoriach wagowych. Siedzibą EBU jest Bruksela, a jej prezydentem Belg François „Bob” Logist (od 2007 roku). Organizacja jest stowarzyszona z World Boxing Council.
Jak dotąd po tytuł zawodowego mistrza Europy organizacji EBU sięgnęło siedmiu Polaków − Przemysław Saleta, Albert Sosnowski, Rafał Jackiewicz, Grzegorz Proksa, Mateusz Masternak, Piotr Wilczewski oraz Kamil Szeremeta.

## Obecni mistrzowie Europy organizacji EBU
| Obecni mistrzowie Europy EBU − stan na 09.04.2020 |                              |                   |                 |                        |
| kategoria                                         | limit wagowy                 | mistrz Europy     | kraj            | data zdobycia tytułu   |
| ciężka (heavyweight)                              | ponad 200 funtów (90,719 kg) | Labinot Xhoxhaj   | Kosowo          | 23 listopada 2024(dts) |
| junior ciężka (cruiserweight)                     | do 200 funtów (90,719 kg)    | Jack Massey       | Wielka Brytania | 15 czerwca 2024(dts)   |
| półciężka (light heavyweight)                     | do 175 funtów (79,379 kg)    | wakat             |                 |                        |
| superśrednia (super middleweight)                 | do 168 funtów (76,205 kg)    | Kevin Lele Sadjo  | Francja         | 18 grudnia 2021(dts)   |
| średnia (middleweight)                            | do 160 funtów (72,574 kg)    | Tyler Denny       | Wielka Brytania | 18 listopada 2023(dts) |
| junior średnia (super welterweight)               | do 154 funtów (69,853 kg)    | wakat             | brak flagi      | (dts) tr               |
| półśrednia (welterweight)                         | do 147 funtów (66,678 kg)    | Samuel Molina     | Hiszpania       | 19 października 2024   |
| junior półśrednia (super lightweight)             | do 140 funtów (63,503 kg)    | wakat             |                 | (dts) tr               |
| lekka (lightweight)                               | do 135 funtów (61,237 kg)    | Sam Noakes        | Wielka Brytania | 20 kwietnia 2024(dts)  |
| junior lekka (super featherweight)                | do 130 funtów (58,967 kg)    | Juan Felix Gomez  | Hiszpania       | 5 maja 2023(dts)       |
| piórkowa (featherweight)                          | do 126 funtów (57,153 kg)    | Cristobal Lorente | Hiszpania       | 11 lipca 2023(dts)     |
| junior piórkowa (super bantamweight)              | do 122 funtów (55,338 kg)    | wakat             | brak flagi      | (dts) tr               |
| kogucia (bantamweight)                            | do 118 funtów (53,525 kg)    | Karim Guerfi      | Francja         | 4 czerwca 2016(dts)    |
| musza (flyweight)                                 | do 112 funtów (50,802 kg)    | Jay Harris        | Wielka Brytania | 1 czerwca 2019         |